# Adolf Brakke
Adolf Willem Brakke (Sorgvliet, 26 september 1901 – 28 februari 1977) was een Surinaams politicus en ondernemer.
Hij werd geboren in het district Commewijne als zoon van de planter A.W. Brakke. Zelf ging hij eerst naar de Hendrikschool in Paramaribo en in 1919 werd hij toegelaten tot de cursus voor landmeter (waar ook de later premier Currie doceerde) waarvoor hij in 1922 slaagde.
In april 1948 werd het bestuur van Suriname herzien met de instelling van het College van Bijstand. Brakke werd lid van dat college met Economische Zaken in zijn portefeuille. In verband met een nieuwe Staatsregeling werd dat college op 25 juni 1948 hernoemd naar het College van Algemeen Bestuur (CAB). Na de eerste algemene verkiezingen van mei 1949 werd hij de landsminister van Openbare Werken en Verkeer in het kabinet-De Miranda. In 1950 speelde de Hospitaalkwestie en na aanhoudende spanningen kwam dat kabinet begin 1951 ten val. Brakke was verder als (mede)oprichter betrokken bij tal van bedrijven en andere organisaties. Begin 1977 overleed hij op 75-jarige leeftijd. Zijn dochter Mona Brakke trouwde de Nederlandse voetballer Faas Wilkes.